# Merano
Merano (Meran) é uma comuna italiana da região do Trentino-Alto Ádige, província de Bolzano, com cerca de 33.404 habitantes. Estende-se por uma área de 26 km², tendo uma densidade populacional de 1285 hab/km². Faz fronteira com Avelengo, Cermes, Lagundo, Lana, Marlengo, Postal, Scena, Tirolo, Verano.

## Demografia
| Variação demográfica do município entre 1861 e 2011                               |
|                                                                                   |
| Fonte: Istituto Nazionale di Statistica (ISTAT) - Elaboração gráfica da Wikipedia |